# ميخائيل فيدلر
ميخائيل فيدلر (بالألمانية: Michael Fiedler)‏ هو لاعب كرة قدم ألماني، ولد في 30 أكتوبر 1959 في ألمانيا الغربية. لعب مع تنس بوروسيا برلين ونادي هرتا برلين.

## وصلات خارجية
- ميخائيل فيدلر على موقع بيانات كرة القدم. دي إي (الألمانية)